# NGC 7389
NGC 7389 في الفهرس العام الجديد، هي مجرة، تقع في كوكبة الفرس الأعظم. اكتشفت في 27 نوفمبر 1850 بواسطة ويليام بارسونز.

## روابط خارجية
- NGC 7389 على موقع ويكي سكاي: DSS2, SDSS, GALEX, IRAS, Hydrogen α, X-Ray, Astrophoto, Sky Map, Articles and images